# アントニオ・ナリーニョ
アントニオ・ナリーニョ（Antonio Amador José de Nariño y Álvarez del Casal）は、コロンビア独立運動の指導者の一人。南アメリカ独立戦争期に活動した。

## 経歴
ナリーニョは1765年にボゴタの貴族の家に生まれた。父は植民地政府の財務担当の役人であった。彼は膨大な書物に囲まれて成長した。1785年に結婚し子供6人をもうけた。彼は教会の会計の仕事をする傍ら、政府から許可を得て印刷所を経営した。
ナリーニョはアメリカ独立戦争とフランス革命の経過に多大な関心を示した。ボゴタの地下政治集会に出入りし、興味を同じくする人々と交流した。1794年、彼はフランス政府が配布した「人間と市民の権利の宣言」を入手し、スペイン語に翻訳した。そして自分の印刷機で印刷し、友人たちに配った。結果的にこの文書は他の印刷所でも印刷され南米全域に行き渡った。
この文書はスペインの植民地では違法であった。政府は見つけ次第焼却したが植民地の独立運動に与えた影響は小さくなかった。ナリーニョは逮捕されアフリカの刑務所に送られた。刑務所で結核に感染したため一時出所したが直ぐに逮捕された。1810年、故郷のボゴタに戻った。
本国スペインが半島戦争で混乱している中でボゴタでは独立派の勢いが増していた。独立派はボゴタ県の独立を宣言した。王党派は南部に逃れた。1811年、ナリーニョはボゴタ知事に指名された。そして周りに推される形で軍を率いて王党派の軍を掃討する作戦を指揮した。しかし、彼は南部のパストで捕虜となりスペインの刑務所に送られた。
1819年、シモン・ボリバルの軍がボヤカの戦いに勝利したことでコロンビアの独立が実現した。1821年、ナリーニョは釈放され、ボゴタに帰還した。長年の獄中生活で健康を損なっており引退する決断をした。ボゴタより温暖で静かな田舎町ビジャ・デ・レイバに移住した。1823年、58歳で死去。